# デイヴィッド・リバンズ
デイヴィッド・リバンズ（David Ribbans、1996年5月6日 - ）は、トップ14RCトゥーロンに所属するラグビーユニオン選手。

## プロフィール
- 南アフリカ共和国、サマセット・ウェスト出身[1]。
- ポジションはロック(LO)。
- 身長 202cm、体重 116kg
- イングランド代表キャップは11（2024年2月現在）でワールドカップ2023のイングランド代表に選ばれた[2]。

## 略歴
ウェスタン・プロヴィンス、ノーサンプトン・セインツを経て、2023年、RCトゥーロンに加入。 